# Leptadenia hastata
Leptadenia hastata es una especie de planta comestible no domesticada, que se recolecta en territorio salvaje en África. Existe evidencia que indica que la planta posee principios activos antibacterianos, fungicidas, antiinflamatorios, anti-androgénicos y antidiabéticos. Es propia de África donde se observa un amplio uso de L. hastata en la medicina no convencional, lo cual alienta su estudio. 

## Descripción
L. hastata es una planta trepadora con muchos tallos con una savia tipo látex que se arrastran y forman una mata en la base de la planta. Sus hojas son glabescentes, las flores son glomérulosas y en racemus así como frutos de folículo. Por lo general se desarrolla en tierras secas con suelos arenosos tales como la sabana seca, habitando desde Senegal a Camerún y llegando a Etiopía, Kenia y Uganda.

## Usos
En Mali se realizan preparados hirviendo hojas de L. hastata con corteza de Erythrina senegalensis, los cuales son administrados por vía oral o utilizados como un baño medicinal para tratar oncocercosis. En Chad, se utilizan las raíces para tratar la sarna. La planta es muy utilizada en comunidades que hablan la lengua Hausa en Nigeria como condimento y para preparar salsas. También en Nigeria, los curanderos locales utilizan la planta para tratar hipertensión, catarro y enfermedades de la piel. En Burkina Faso, se la utiliza para aumentar la potencia sexual (mediante el mascado de las hojas), tratamiento de tripanosomiasis ( mediante hervido de las hojas), enfermedades de la piel y curado de heridas (aplicando el látex sobre las mismas). En Senegal, las hojas se utilizan para promover la producción de leche materna y como un purgante Los curanderos de Senegal utilizan L. hastata para el tratamiento de la próstata y el reuma.
Sus hojas son comestibles. Las hojas jóvenes son recolectadas, lavadas y cocidas antes del consumo. La especie está considerada un alimento en caso de hambruna, llegando los pobres e indigentes a depender de la planta para la supervivencia. En el pueblo Alduba, Hamer-Bena woreda, sur de Omo en Etiopía, los agricultores cultivan la especie en los vallados de las granjas de manera de poder recurrir a ella en caso de necesidad.